# Denso

Logotyp.

Denso Corporation är ett multinationellt japanskt företag i bildelsbranschen. Dess dotterföretag Denso Wave är känt för att ha uppfunnit QR-koden. Efter att ha varit en del av Toyota grundades företaget 1949 som Nippon Denso Co. Ltd. Huvudkontoret är beläget i Kariya, söder om Nagoya.